# アルベンダゾールモノオキシゲナーゼ
アルベンダゾールモノオキシゲナーゼ（albendazole monooxygenase）は、次の化学反応を触媒する酸化還元酵素である。
アルベンダゾール + NADPH + H+ + O2 {\displaystyle \rightleftharpoons } アルベンダゾール-S-オキシド + NADP+ + H2O
この酵素の基質はアルベンダゾール、NADPH、H+とO2で、生成物はアルベンダゾール-S-オキシド、NADP+とH2Oである。補因子としてFADを用いる。
組織名はalbendazole,NADPH:oxygen oxidoreductase (sulfoxide-forming)で、別名にalbendazole oxidase、albendazole sulfoxidaseがある。